# Circuito de Thruxton
O Circuito de Thruxton é um autódromo localizado em Hampshire, Inglaterra, no Reino Unido, o circuito foi inaugurado em 1968, no lugar de uma base aérea da Força Aérea Britânica construída em 1942.